# V384 Большого Пса
V384 Большого Пса (лат. V384 Canis Majoris) — одиночная переменная звезда в созвездии Большого Пса на расстоянии (вычисленном из значения параллакса) приблизительно 18734 световых лет (около 5744 парсеков) от Солнца. Видимая звёздная величина звезды — от +12,3m до +11,7m.

## Характеристики
V384 Большого Пса — пульсирующая переменная звезда, классическая цефеида (DCEP).